# Heinz Cramer
Heinz Cramer (Strasburgo, 24 maggio 1911 – Vlissingen, 5 settembre 2003) è stato un generale e aviatore tedesco che prestò servizio nella Luftwaffe durante la seconda guerra mondiale, venendo decorato con la Croce di Cavaliere della Croce di Ferro e la Croce di Ferro di prima classe. Abbattuto e catturato dagli inglesi durante la battaglia d'Inghilterra, dopo la prigionia trascorsa in Canada rientrò in Germania nel 1947, conseguendo successivamente la laurea in legge presso l'Università Ruperto Carola di Heidelberg.  Nel 1956 rientrò in servizio attivo nella neocostituita Luftwaffe, ricoprendo poi incarichi presso il Supreme Headquarters Allied Powers Europe (SHAPE) della NATO. Nominato generale di brigata aerea nel 1962, si congedò nel corso del 1966.

## Biografia
Nacque a Strasburgo il 24 maggio 1911, e nel corso del 1930 entrò come allievo ufficiale nel 21. Infanterie Regiment della Reichswehr. Nel corso del 1934 fu promosso tenente e venne trasferito in forza alla Luftwaffe, assegnato inizialmente alla Deutsche Verkehrsfliegerschule di Cottbus e poi alla Scuola di pilotaggio di Celle-Wesendorf. Nel 1936 rappresentò la Germania nel pentathlon moderno durante le Olimpiadi di Berlino, e l’anno successivo si laureò campione tedesco nella stessa specialità. Nel febbraio 1939, dopo la sua promozione a capitano, prese servizio presso la 9 Staffel del Lehrgeschwader 1 come un comandante di squadrone. In questo ruolo prese parte alla breve campagna militare contro la Polonia del settembre 1939, e poi al successivo attacco contro Francia, Belgio e Paesi Bassi lanciato il 10 maggio 1940. Il 16 maggio 1940 fu nominato comandante della II Gruppe del LG.1.
Dopo la firma dell’armistizio con la Francia, avvenuto nel giugno dello stesso anno, iniziò a preparare il suo reparto alle successive operazioni belliche contro l’Inghilterra.  Nel corso di una missione bellica il suo Junkers Ju 88 A-1, codice identificativo L1 + XC, fu attaccato ed abbattuto da un caccia Supermarine Spitfire il 17 settembre 1940 mentre era su Worrington, nelle vicinanze di Liverpool. L’aereo, che era impegnato in una missione contro la fabbrica di aeromobili di Speke, effettuò un atterraggio di emergenza nei pressi di Warminster ed egli fu fatto prigioniero insieme ad altri due membri dell’equipaggio, mentre il quarto era rimasto ucciso.

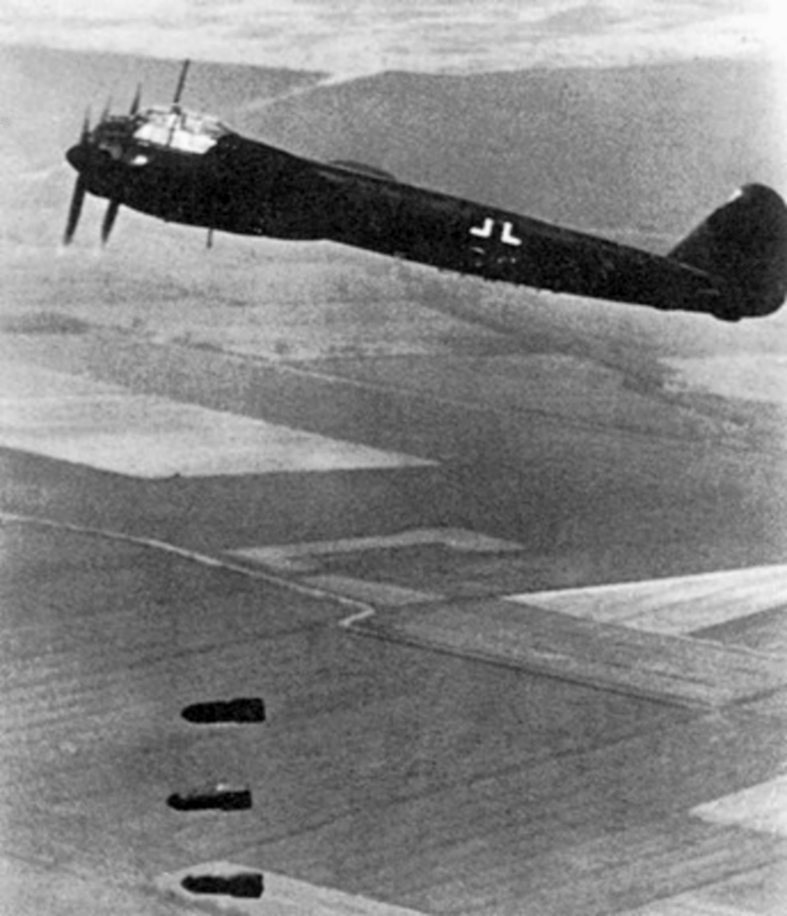
Un bombardiere Junkers Ju 88A ripreso mentre sgancia bombe SC 250 sull'Inghilterra, nell'estate del 1940.

Il 18 settembre, 1940 fu decorato con la Croce di Cavaliere della Croce di Ferro. Preso prigioniero e rinchiuso nel campo di Swanwick, cercò subito di evadere, e vi riuscì insieme ad altri quattro compagni,  tra cui gli assi Franz von Werra e Walter Manhard. Subito ripreso, nel gennaio 1941 venne trasferito in Canada, dove fu raggiunto dalla notizia della sua promozione a maggiore. 
Dopo la fine della guerra venne rilasciato tra il 1946 e il 1947, e ritornato alla vita civile si laureò in legge presso l'Università di Heidelberg. Nel 1956 rientrò in servizio attivo nella neocostituita Luftwaffe, allora parte integrante della Bundeswehr, studiando presso l'Air University, sita sulla Maxwell AFB di Montgomery, negli Stati Uniti. Tra il 1957 e il 1960 lavorato come Direttore dipartimentale presso il Supreme Headquarters Allied Powers Europe (SHAPE) della NATO. Promosso colonnello nel 1960, fu trasferito alla Führungsakademie der Bundeswehr di Amburgo. Nominato generale di brigata aerea nel 1962, l’anno successivo divenne Vicecapo di stato maggiore della 2nd Allied Tactical Air Force di Ramstein. Congedatosi definitivamente nel 1966, andò a lavorare nel settore privato come direttore delle pubbliche relazioni per la Mobil Oil A.G. Germania, andando definitivamente in pensione nel 1974. Stabilitosi ad Amburgo, si spense in questa città il 5 settembre 2003.

### Annotazioni
1. ↑  In lingua tedesca Fliegerschule.
2. ↑  Si trattava del Lt. Otto Heinrich, mentre l’Oberfedwel Paul Stützel e BS. Fw. Friedrich Schultz erano rimasti feriti, e il maggiore Cramer (Gruppenkommandeur) illeso. Cramer e Stützel vennero trasportati al cospetto del colonnello Guy Percy Lumsden Drake-Brockman, un pluridecorato veterano della prima guerra mondiale, che gli, sentendosi insultato dal loro comportamento, aggredì pesantemente, e per questo fatto fu poi congedato dall’esercito il 14 novembre successivo, mentre ricopriva l'incarico di comandante della 21ª Brigata territoriale.
3. ↑  Oltre a Cramer, von Werra e Manhard, gli altri due erano il Leutnant Ernst Wagner (5./GG 54) e l’Oberleunant Johannes Wilhelm (StG 77).

### Fonti
1. 1 2 3  Burton, Leasor 2016, p. 110.
2. 1 2  Di Fellgiebel 2000, p. 42.
3. ↑  Di Nunzio 2016, p. 42.
4. ↑  Di Nunzio 2016, p. 44.
5. ↑  Burton, Leasor 2016, p. 111.
6. ↑  Di Nunzio 2016, p. 45.
7. 1 2  (EN) Henry L. deZeng IV, Douglas G. Stankey, Luftwaffe Officer Career Summaries, Section A–F (PDF), su ww2.dk, 2016,  p. 484. URL consultato il 20 aprile 2017 (archiviato dall'url originale il 28 dicembre 2016).

### Periodici
- Marco Di Nunzio, Franz von Werra, in Storia & Battaglie, n. 158, Vicchio, Luca Poggiali Editore, dicembre 2016,  pp. 42-45.